# Vimscript
Vimscript (nebo Vim script) je dynamicky typovaný imperativní skriptovací jazyk textového editoru Vim. Vychází z příkazového jazyka editoru ex.
Uživatel pomocí Vimscriptu může do editoru nadefinovat nové schopnosti, zefektivnit často prováděné úlohy, pozměnit chování standardních schopností editoru či je zcela nahradit svými algoritmy. Pluginy a makra Vimu jsou psána ve Vimscriptu. Podobá se ostatním skriptovacím jazykům jako je například Perl. Vimscript může být zapisován přímo v prostředí Vimu ve formě příkazů nebo (běžnější) uložen v obyčejném textovém souboru s koncovkou .vim.

## Ukázka Vimscriptu
```
function Minimum ( cislo1, cislo2 )
  if a:cislo1 < a:cislo2
    let mensi = a:cislo1
  else
    let mensi = a:cislo2
  endif
  return mensi
endfunction

```

Tento kód napsaný ve Vimscriptu definuje novou funkci se jménem "Minimum", která bere dva argumenty (cislo1 a cislo2). Funkce obsahuje jednu podmínku, dvě přiřazení a jeden návratový příkaz.

## Vlastnosti Vimscriptu
- Příkazy
- Proměnné
- Výrazy
- Regulární výrazy
- Řídící konstrukty
  - Podmínka
  - Cyklus
- Funkce
- Seznamy a slovníky
- Výjimky

### Příkazy
Poznámka: jedná se o příkazy použitelné v režimu ex; při interaktivním zadávání v základním režimu je nutné před příkazy napsat dvojtečku.
Přiřazovací příkaz:
- let proměnná = výraz

Výpis hodnoty do stavového řádku:
- echo výraz

– lze použít pro zkoušení, jak fungují funkce – například echo line('.') vypíše do stavového řádku číslo aktuálního řádku
Volání procedury:
- call jméno(parametry)

Provedení příkazu v normálním (základním, příkazovém) režimu:
- normal příkaz

– například normal 4dd smaže řádek, na kterém stojí kurzor, a další 3 řádky
Provedení dvojtečkového příkazu:
- execute příkaz

– příkaz execute line('.') "," line('.')+3 "d" také smaže řádek, na kterém stojí kurzor, a další 3 řádky (tento příkaz je pouze pro ilustraci, místo line('.') a line('.')+3 lze použít libovolné výrazy, pro tento speciální případ by samozřejmě bylo jednodušší použít execute ".,+3d")

### Proměnné
Lokální proměnné jsou identifikátory bez prefixu, parametry mají prefix a:, globální proměnné prefix g:.

### Funkce
- line('.') – vrací číslo řádku, na kterém stojí kursor (1 = první řádek)
- line('$') – vrací číslo posledního řádku řádku v aktuálním bufferu
- col('.') – vrací číslo bytu na pozici kursoru od začátku řádku (1 = kursor je začátku řádku)
- col('$') – vrací číslo bytu za posledním znakem řádku, na kterém stojí kursor
- virtcol('.') – vrací číslo pozice, které stojí kursor
- getline('.') – vrací obsah řádku, na kterém stojí kursor
- call setline('.', řetězec) – změní obsah řádku, na kterém stojí kursor na zadaný řetězec
- call cursor(řádek, pozice) – nastaví kursor na zadaný řádek a pozici na řádku (obojí číslované od 1)
- strpart(řetězec, začátek, délka) – vrací podřetězec z řetězce zadaného prvním parametrem začínající na pozici zadané druhým parametrem (číslované od 0), o délce zadané třetím parametrem; není-li uveden třetí parametr, bere se podřetězec do konce původního řetězce
- search(regexp[, flagy[, stopline[, timeout]]]) – hledá od aktuální pozice kursoru řetězec vyhovující regulárnímu výrazu regexp, flagy ovlivňují způsob hledání (pro další informace použijte ve vimu příkaz :help search); při úspěchu přesune kursor a vrátí číslo řádku; při neúspěchu kursor ponechá na původním místě a vrátí 0
- input(výzva) – vypíše výzvu do stavového řádku, čeká na zadání řetězce, který vrátí jako návratovou hodnotu

## Příklad
Následující příklad definuje příkazy cp a cP, které se chovají podobně jako standardní příkazy p a P – tj. vloží za kursor, resp. před kursor text z pomocné bufferu; na rozdíl od nich však vkládaný text oddělí od původního textu vložením mezery na začátku a/nebo na konci jako by se jednalo o jedno nebo více samostatných slov.
```
set nocompatible

function! WholeWordPut(put_before)
    if a:put_before == 0
" vložení za kursor
" pozice znaku, za který se vkládá
        let lpos = col('.')-1
" příkaz l posune kursor o pozici doprava
        execute "normal" "l"
" pozice znaku, před který se vkládá
        let rpos = col('.')-1
        execute "normal" "l"
" pozice dalšího znaku
        let xpos = col('.')-1
        if xpos == rpos
            let xpos = col('$')-1
        else
            execute "normal" "h"
        endif
        if rpos == lpos
            let rpos = col('$')-1
        else
            execute "normal" "h"
        endif
    else
" vložení před kursor
        let rpos = col('.')-1
        execute "normal" "h"
        let lpos = col('.')-1
        if rpos != lpos
            execute "normal" "l"
        endif
        execute "normal" "l"
        let xpos = col('.')-1
        if xpos == rpos
            let xpos = col('$')-1
        else
            execute "normal" "h"
        endif
    endif
" znak, za který se vkládá
    let lchar = strpart(getline('.'), lpos, rpos-lpos)
" znak, před který se vkládá
    let rchar = strpart(getline('.'), rpos, xpos-rpos)
    if lchar == '' || match(lchar, '[(\[{< ]') == 0
" na začátku řádku a za otevírací závorku nevkládat před vložený text mezeru
        let put_string = substitute(@@, '^ *', '', '')
    else
        let put_string = substitute(@@, '^ *', ' ', '')
    endif
    if rchar == '' || match(rchar, '[)\]}> \.,?!:;]') == 0
" na konci řádku, před zavírací závorku a interpunkci nevkládat za vložený text mezeru
        let put_string = substitute(put_string, ' *$', '', '')
    else
        let put_string = substitute(put_string, ' *$', ' ', '')
    endif
" Vložení textu
    call setline('.', strpart(getline('.'), 0, rpos) . put_string . strpart(getline('.'), rpos))
" Umístění kursoru
    call cursor(line('.'), rpos+strlen(put_string))
endfunction

noremap cp :call WholeWordPut(0)<CR>
noremap cP :call WholeWordPut(1)<CR>

```